# Карбед
Процес «Карбед» компанії Carbed Pty Ltd — процес адзегійного збагачення золота.

## Опис процесу

Процес Карбед. Технологічна схема

В цьому варіанті адгезійного збагачення золота, опрацьованому в Австралії, руда і вуглемасляні гранули, виконані на основі зв'язуючих-нафтопродуктів, рухаються в режимі протитоку (рис.). На проміжних грохотах виділяються крупні гранули, а поток пульпи пропускається в наступний агрегат (контактний апарат). Таким чином, гранули залишаються у пульпі до заданого (кондиційного) насичення зернами золота. Для підтримки високих адгезійних властивостей носіїв-гранул в кожний з контактних чанів безперервно подається невелика частина зв'язуючого агента, який «підновлює» поверхню гранул. Ретур і масляні фракції вилучаються флотацією і направляються в голову процесу. Золото з гранул вилучається за допомогою органічного розчинника, яким обробляють гранулят. Це приводить до дезінтеграції гранул, після чого грануляційна речовина центрифугується. Одержаний золотоносний концентрат направляється на плавку. Розчинник дистилюють і використовують повторно. Вугілля та нафтозв'язуюче руциркулюють для приготування нових гранул.
Швидкість концентрації золота в гранулах-носіях досить висока. При дослідженні процесу «Карбед» встановлено, що інтенсивне перемішування пульпи забезпечує завершення процесу концентрації протягом 20-30 хв. На перших хвилинах досягається вилучення бл. 78-89 %, а за 10 хв. Воно вже становить 94-97 %. З економічних міркувань дослідники процесу «Карбед» рекомендують витримувати ступінь насичення гранул золотом на рівні від 1-5 до 10-20 кг/т.